# Primer ministro de Jammu y Cachemira
Primer Ministro de Jammu y Cachemira, cargo que representa al jefe de Gobierno del estado himalayo indio de Jammu y Cachemira. Este cargo fue ejercido por primera vez por el Maharajá Hari Singh (1925-1927), aunque de manera no oficial, siendo este príncipe cachemiro el que creó el cargo para dar mayor autonomía al gobierno estatal.

## Primer ministro de Jammu y Cachemira
| Nº | Primer Ministro            | Inicio | Término |
| 1  | Albion Banerjee            | 1927   | 1929    |
| 2  | G.E.C. Wakefield           | 1929   | 1931    |
| 3  | Hari Kishan Kaul           | 1931   | 1933    |
| 4  | Elliot James Dowell Colvin | 1933   | 1936    |
| 5  | N. Gopolaswami Ayyangar    | 1936   | 1943    |
| 6  | Kalias Narain Haksar       | 1943   | 1944    |
| 7  | Benegal Narsing Rau        | 1944   | 1945    |
| 8  | Ram Chandra Kak            | 1945   | 1947    |
| 9  | Mehr Chand Mahajan         | 1947   | 1948    |
| 10 | Sheik Mohammed Abdullah    | 1948   | 1953    |
| 11 | Bakshi Ghulam Mohammad     | 1953   | 1963    |
| 12 | Khwaja Shamsuddin          | 1963   | 1964    |
| 13 | Ghulam Mohammed Sadiq      | 1964   | 1965    |

- Datos: Q6086000